# Antonio Acero de la Cruz
Antonio Acero de la Cruz (Santa Fe de Bogotá, c. 1590 – c. 1671) fue un pintor destacado del Reino de la Nueva Granada durante el siglo XVII. Su trabajo se desarrolló en el contexto de la consolidación del arte colonial en Hispanoamérica, un periodo marcado por la influencia de las corrientes artísticas europeas y la necesidad de adaptar estas expresiones a las demandas religiosas y culturales locales. Este entorno favoreció el surgimiento de artistas como Acero de la Cruz, cuya obra refleja la síntesis entre la tradición europea y la identidad emergente del Nuevo Mundo. Considerado el primer pintor nacido en la capital del virreinato, su obra combina influencias del arte italiano y flamenco, con un estilo propio que lo posiciona como una figura clave en la historia del arte colonial colombiano.

## Biografía
Antonio Acero de la Cruz nació en Santa Fe de Bogotá, en el seno de una familia de origen español. Sus padres, Alonso Acero, artesano natural de Zamora, y Gerónima Gutiérrez, se establecieron en el barrio de Las Nieves, conocido por ser un núcleo de artesanos en la época colonial. Aunque no se tienen registros claros sobre quiénes fueron sus maestros, se presume que pudo haber recibido influencias de pintores italianos presentes en la región, así como de grabados flamencos ampliamente difundidos en el Nuevo Reino de Granada.
En 1626, contrajo matrimonio con Lorenza de Céspedes y estableció un taller familiar en el barrio de Las Nieves, donde trabajaron sus hijos Jerónimo Simón, Antonio, Juan de Dios y sus hermanos Bernardo y Jerónimo Simón. Este último adoptó posteriormente el apellido López, siendo conocido como Jerónimo Simón López en la historia del arte colombiano. Acero de la Cruz participó activamente en la vida religiosa de su comunidad, formando parte de cofradías que sostenían el culto en la iglesia de Las Nieves, su parroquia.
En 1633, fue encargado de decorar el túmulo funerario de la capilla ardiente del Arzobispo Bernardino de Almansa, para lo cual pintó la puerta de la capilla, adornándola con jeroglíficos y versos. También escribió un soneto en alabanza de la obra de Pedro Solís de Valenzuela, autor de "El desierto prodigioso y el prodigio del desierto", considerada la primera novela hispanoamericana.
Falleció alrededor de 1671, dejando un legado artístico de gran relevancia para la historia del arte colonial en Colombia.

## Obra y técnica
La obra de Antonio Acero de la Cruz se caracteriza por un notable conocimiento de las técnicas pictóricas clásicas, combinadas con influencias del Renacimiento italiano y el Barroco flamenco. Si bien algunos autores lo han calificado como "primitivo", su trabajo refleja un dominio del dibujo y una sensibilidad especial en la representación de figuras humanas.
Entre sus obras más destacadas se encuentran:
Nuestra Señora de Chiquinquirá (1643), realizada para los Dominicos de Tunja.
Santo Domingo en la Batalla de Monforte (1651), conocido también como Santo Domingo predicando y el milagro de las flechas, hoy conservado en el Museo de Arte Colonial de Bogotá.
Retablo del Nacimiento (1657), para la parroquia de Las Nieves, en Bogotá.
San Francisco de Asís y Nuestra Señora de Chiquinquirá (1657), encargados para la iglesia de Fúquene.
Inmaculada Concepción, para varios templos como San Diego, Santa Bárbara, San Francisco y el Hospital de San Juan de Dios.
San Joaquín con la Niña María (1671), última obra conocida firmada por el pintor.
Sus pinturas presentan paisajes irreales y espacios inestables que, aunque reflejan un equilibrio compositivo influenciado por el manierismo, incorporan detalles barrocos y una estética que evoca las tradiciones europeas reinterpretadas en el contexto americano. Sus figuras robustas contrastan con pequeñas figuras en la lejanía, mientras el uso de colores discordantes y luces artificiales añade dramatismo a las composiciones.

## Influencias y legado
Antonio Acero de la Cruz recibió probablemente influencias de pintores italianos que llegaron al Nuevo Reino de Granada y de grabados flamencos importados durante el período colonial. Su obra representa un puente entre las tradiciones artísticas europeas y la emergente identidad artística americana, destacándose como uno de los últimos exponentes del clasicismo romanista en Colombia.
Además de su contribución a la pintura, Acero de la Cruz mostró interés por la arquitectura y la poesía. Se le atribuye la participación en la construcción de la primera ermita de Monserrate y la creación de versos que acompañaban algunas de sus pinturas. Su obra fue referenciada en textos literarios de su tiempo, consolidando su imagen como un artista integral.